# Fentonia
Fentonia is een geslacht van vlinders van de familie tandvlinders (Notodontidae).

## Soorten
- F. amazonica Butler, 1878
- F. bipunctus Rothschild, 1917
- F. crenulata Matsumura, 1925
- F. dorothea Dyar, 1896
- F. elongata Holloway, 1976
- F. fasciculata Filipjev, 1927
- F. ferrifusa Dudgeon, 1897
- F. helena Kiriakoff, 1974
- F. marthesia Cramer, 1779
- F. modestior Kiriakoff, 1963
- F. notodontina Rothschild, 1917
- F. ocypete Bremer, 1861
- F. pictus Kiriakoff, 1963
- F. tenebrosa Walker, 1856